# Kozja Luka
Kozja Luka je naseljeno mjesto u općini Foča, Republika Srpska, BiH. Četiri kilometra jugozapadno su rudnici.
Godine 1952. uvećana je pripajenjem naselja Golijevića, Slađenovića (Sl.list NRBiH, br.11/52), a godine 1962. pripajanjem naselja Kremina, Krmaluše, Putojevića i Srbotine (Sl.list NRBiH, br.47/62).

## Stanovništvo
| Narod     | Popis 1961. | Popis 1971. | Popis 1981. | Popis 1991. |
| --------- | ----------- | ----------- | ----------- | ----------- |
| Hrvati    |             |             | 2           |             |
| Muslimani | 113         | 585         | 522         | 326         |
| Srbi      | 129         | 244         | 181         | 118         |
| ostali    | 2           | 3           | 16          | 4           |
| Ukupno    | 244         | 832         | 719         | 448         |